# 美洲喀尔巴阡-罗斯正教教区
美洲喀尔巴阡-罗斯正教教区是君士坦丁堡普世牧首区下辖的一个教区。教区在美国和加拿大有78个堂区。虽然该教区直属普世牧首区，它仍受希腊正教美国总教区首脑的属灵监管。

## 历史
19世纪末，许多卢森尼亚人移民至北美并建立了自己的东仪天主教区。然而，当地通常是爱尔兰或波兰人背景的罗马天主教高级神职人员属于拉丁礼教会，他们并没有准备好迎接这些卢森尼亚人。拉丁礼教会担心拜占庭礼教会的已婚神父们会对自己的教民产生不良影响。 拜占庭礼与拉丁礼在事奉圣礼-弥撒上的形式区别以及神职人员娶妻的问题导致一部分卢森尼亚人脱离了天主教会并重返正教会。当时的圣保禄及明尼波利斯大主教约翰·爱尔兰尤为反对非拉丁礼的仪轨，他禁止卢森尼亚神职人员在他的总教区内服务。
1938年，在奥列斯特·乔尔诺克神父的领导下，37个卢森尼亚堂区成立了现在的教区并归君士坦丁堡普世牧首区管辖。前一年，这一团体已经宣布放弃与罗马圣座的共融，这主要是为了抗议他们在教会生活中礼仪的拉丁化。而庇护十一世颁布的一道通谕强制北美的东仪天主教神职人员必须独身，这是一项尤为引发分歧的议题。
各堂区的这一举动实际上标志着卢森尼亚人堂区第二波回归正教会的浪潮。其中第一波已经于1890年代由阿莱克西斯·托特率领回归至俄罗斯正教会的都主教区。这第二波的回归指向的是君士坦丁堡而非俄罗斯，主要是考虑到堂区的俄罗斯化问题，而这在前者中已然发生了。因此，君士坦丁堡允许喀尔巴阡-罗斯教区保留其特别的卢森尼亚习俗，如此他们便不必被融入俄罗斯教会的躯体中并遵从莫斯科的习俗了。由此，卢森尼亚特有的圣咏清唱以及圣礼仪轨，包括在事奉圣礼中用到的教会斯拉夫语的特别形式，得以保留。而拉丁礼的一些习俗，比如和子句，则被移除了。

## 组织
2006年，美洲喀尔巴阡-罗斯正教教区在78个堂区中拥有14372名教民。 除此之外，教区还在宾夕法尼亚约翰斯顿设立了基督救世主神学院，大部分的堂区坐落于美国的13个州中，另两个堂区以及两个传教团则在安大略省。该教区近半数的堂区位于宾夕法尼亚境内。
该教区曾一度拥有两座修道院：纽约州塔克西多帕克的圣母领报修道院以及马里兰州比尔斯维尔的圣十字修道院。前者于1990年代关闭了，而后者则于1990年代末由于其院长改宗卢森尼亚希腊礼天主教而解散了。